# Carl Friedrich Eckleff
Carl Friedrich Eckleff (født 1723, død 1786) var en svensk forfatter og frimurer. Han var sandsynligvis forfatter til de tidligste versioner af de kristne frimurerriter, der navnlig paraktiseres i Skandinavien.